# Alberto Peruzzo Editore
La Alberto Peruzzo Editore è una casa editrice italiana fondata nel 1968 a Milano da Alberto Peruzzo. 

## Storia
L'attività editoriale di Alberto Peruzzo (1934) inizia nel 1968 quando questi, allora trentaquattrenne, decide di entrare nel mondo dell’editoria con collane per ragazzi, biografie e volumi illustrati: nasce così la casa editrice omonima. Agli inizi degli anni '70, diventa precursore del mercato dell’edicola con dispense settimanali da rilegare a opera terminata, riuscendo ad espandersi nel mondo editoriale europeo, tanto da comprare opere all’estero e vendendo le sue, unico esempio in quegli anni.
Nel 1977, seguendo l'esempio della Mondadori, fonda il canale televisivo MILANO TV (poi Canale 51, con una diffusione in tutto il Nord Italia, e successivamente RETE A) che nel 1987 manda in onda il primo telegiornale in diretta privato condotto e diretto da Emilio Fede: nel 1992 otterrà la concessione ministeriale a trasmettere su tutto il territorio nazionale. Il canale divenne interamente musicale nei primi anni 2000 prima in partnership con MTV, poi con la tedesca VIVA e in seguito con il proprio marchio ALL MUSIC, ceduto nel 2005 all'Espresso del gruppo CIR.
Contemporaneamente si ha il lancio di numerosi periodici che riscuoteranno grande successo a carattere nazionale: fra questi La mia casa, mensile di arredamento, in poco tempo tra più venduti in Italia nel suo genere; Penthouse e Lui, rivolti ad un pubblico maschile, riviste sportive come Supergol, tecnologiche come Omni e Futura, un primo esempio di gossip anticipando Cairo come Jet (il primo giornale di gossip italiano) e Taxi, riviste per la salute come Forma e Top Salute ed infine periodici a carattere generalista: Mare 2000, Mix, Fotoshock, All Music, Like, The guide; e i settimanali Settimana Tv e Tele Bolero, seguiti qualche tempo dopo dal familiare Di Tutto, lanciato nel 2007. In molti casi, la pubblicità è stata curata da Arcus. Alla fine degli anni '70 compaiono i collezionabili, fascicoli pubblicati con cadenza settimanale abbinati a componenti o gadget così da completare modellini di auto (Autoscanner), navi, treni, aerei, laboratori per apprendere l’elettronica, farfalle imbalsamate, autobus, riproduzioni maschere preziose e veicoli storici, accendini, fermacarte, orologi, stilografiche, onorificenze, coleotteri, santi, porcellane, minerali, pietre, cristalli.
Negli anni '80 cura le prime enciclopedie: nel 1982 l'Atlante enciclopedico dello spazio, ma la svolta si ebbe nel 1984 con Il grande dizionario illustrato, La grande enciclopedia (in collaborazione con Larousse) e La biblioteca più bella del mondo, comprendente 180 classici della letteratura mondiale, rilegati con copertine incise in oro e pastello. Visto il successo ottenuto ne verranno pubblicate diverse altre: I grandi narratori, Le grandi biografie, I giovani bibliofili, Grandi libri Peruzzo, La grande enciclopedia della fotografia, La minibiblioteca Peruzzo- quest'ultima, composta da volumetti edizione integrale in miniatura, con inclusa una libreria in legno laccato, verrà presa ad esempio anche da case editrici americane.  Verso la fine degli anni '90 con il BETAMAX ed il VHS prima, e poi con la comparsa dell'Home video l'Alberto Peruzzo pubblica videocassette, videocorsi per l'insegnamento del novello personal computer e dei suoi programmi, biografie di Padre Pio e Mussolini rivolti principalmente ai parlanti di lingua spagnola, ma anche in Francia, Paesi Bassi, Ungheria, Stati Uniti, Brasile. Cercando di adeguarsi ai tempi, l'Enciclopedia Elettronica, pubblicata su CD-ROM, sarà la prima nel suo genere anticipando di seppur pochi anni la Microsoft. Molto contestata fu, invece, la pubblicazione di Noi amiamo Silvio, libro fotografico dedicato all’amico Premier Silvio Berlusconi.
Nel terzo millennio si ha la comparsa dei Colora e Attacca, rivolti ad un pubblico infantile. Nel 2019 pubblicano un'enciclopedia composta da 12 monografie dal titolo L’esercito italiano: storia illustrata dal 1861 a oggi.